# بيت باعشن
بيت باعشن يعتبر من البيوت الأثرية في مدينة جدة.

## موقع البيت
يقع بيت محمد صالح باعشن في حارة المظلوم إحدى حارات مدينة جدة.

## بناء البيت
يعتبر بيت باعشن أكثر التزاماً بطراز العمارة التقليدية، فالواجهة الرئيسية للمنزل تواجه الشارع الرئيسي من الجهة الشرقية، ويوجد مجلس في الجانب المطل على الشارع، ومجلس آخر في الجهة الشمالية، وأما الواجهات الشرقية فتحتوي على الرواشين التي تكون السطح الخارجي وقطاعات منزلقة من الخشب الصلد من الداخل مهمته صد الأتربة والغبار التي تحملها الرياح القادمة من الشمال الشرقي، ويوجد ارتداد في الجدار الخارجي في القطاع الأوسط من المبنى أعلى المدخل بشكل شرفة كبيرة للنوم، ولزيادة الحركة الهوائية داخل المنزل مما يعمل على تبريده بواسطة التبخير.

## أقسام البيت
- الدور الأرضي توجد فيه صالة الاستقبال وغرف الجلوس ومستودع للتخزين وغرفة لتأدية الأعمال التجارية، وفناء خارجي يقع في مؤخرة المنزل.
- يحتوي البيت على مدخلين ومن الدور الأول إلى الرابع مشابه تماماً لطراز بيت نصيف، وأما الدور الثالث أُدخلت عليه بعض التعديلات، ويتأكد الفصل بين غرف المنزل بوجود ما يشبه الردهة التي تكونت نتيجة وجود الباب داخل جدار سميك، والأبواب المؤدية إلى جناح الخدمة صغيرة جداً.[3]، وبيت باعشن الذي يتألف من واجهتين تغطت واجهاته برواشين متصلة حملت أشكال زخرفية سمحت بمرور الضوء والهواء من خلالها.[4]

## انظر ايضاً
- مدينة جدة
- بيت نصيف
- بيت الكعكي

## وصلات خارجية
- بيت آل باعشن التاريخي.. 200 عام من نفحات الماضي بمنطقة جدة التاريخية.
- بيت باعشن مقر ثقافي لمبادرة سواعد الوطن.